# Jaime González repülőtér
A Jaime González repülőtér (IATA: CFG, ICAO: MUCF) nemzetközi repülőtér Kubában Cienfuegos közelében.  Üzemeltetője az Empresa Cubana de Aeropuertos y Servicios Aeroportuarios.

## Futópálya
A repülőtér futópályái:
- 02/20 (2400 m, aszfalt)

## Forgalom
Az utasforgalom az elmúlt években az alábbi módon változott:

## Légitársaságok és úticélok
2023-ban a Jaime González repülőtérről az alábbi járatok indulnak:
| Légitársaság     | Célállomások                                  |
| ---------------- | --------------------------------------------- |
| Sunwing Airlines | Szezonális: Montréal–Trudeau, Toronto–Pearson |